# Xanthia ledereri
Xanthia ledereri là một loài bướm đêm trong họ Noctuidae.